# 정당등록취소 및 정당명칭사용금지 사건
정당등록취소 및 정당명칭사용금지 사건은 정당법 제44조 제1항 제1항 제3호 위헌확인에 대한 중요 대한민국 헌법재판소 판례이다. 

## 이유

### 제한되는 기본권
국민 개인과 정당 그리고 '권리능력 없는 사단'의 실체를 가지고 있는 등록취소된 정당에게 인정되는 '기본권'이다. 정당설립의 자유는 당연히 정당존속의 자유와 정당활동의 자유를 포함하는 것이다. 
정당설립의 자유를 제한하는 법률의 합헌성을 심사할 때에 헌법 제37조 제2항에 따라 엄격한 비례심사를 하여야 한다. 
헌법 제8조 제4항은 그 목적이나 활동이 자유민주주의적 기본질서를 부정하고 이를 적극적으로 제거하려는 정당까지도 국민의 정치적인 의사형성에 참여하는 한 '정당설립의 자유'의 보호를 받는 정당으로 보고 오로지 헌법재판소가 그의 위헌성을 확인한 경우에만 정치생활의 영역으로부터 축출될 수 있음을 규정한다. 
정당설립에 대한 국가의 간섭이나 침해는 원칙적으로 허용되지 않으며 단지 국민으로부터 일정 수준의 정치적 지지를 얻지 못한 군소정당이라는 이유만으로 정당을 국민의 정치적 의사형성에서 배제하기 위한 입법은 헌법상 허용될 수 없다. 
실질적으로 국민의 정치적 의사형성에 참여할 의사가 없거나 국민의 정치적 의사를 집약, 결집하여 국가에 매개할 능력이 없는 정당을 정치적 의사형성과정에서 배제함으로써 정당제 민주주의의 발전에 기여하고자 하는 한도에서 정당등록취소조항의 입법목적의 정당성은 인정된다. 국회의원선거에서 원내 진출 및 일정 수준의 득표에 실패한 정당에 대해 등록을 취소하는 것은 이러한 입법목적 달성에 유효한 수단이 된다. 
입법목적 달성에 지장이 없으면서도 정당등록취소조항에서 정한 방법보다 덜 제한적인 방법으로 상정할 수 있다. 일정기간 동안 국회의원선거 등 공직선거에 참여할 수 있는 기회를 수회 더 부여하고 그 결과에 따라 등록취소 여부를 판단하는 방법을 고려할 수 있다. 
현재의 법체계 아래에서는 심판대상조항인 정당등록취소조항이 없다고 하더라도 국민의 정치적 의사형성에 참여할 진지할 의사나 능력을 갖추지 못한 정당을 자연스럽게 배제할 수 있는 장치가 충분하다. 정당등록취소조항은 신생, 군소정당이 국민의 정치적 지지를 획득하여 보다 굳건한 정당으로 성장할 수 있는 기회를 박탈한다. 

## 참고 문헌
- 헌법재판소 판례 2012헌마431, 2012헌가19(병합)[위헌]
- 정회철, 최근 5년 중요헌법판례, 여산, 2012.